# Fearless Love
Fearless Love é o décimo primeiro álbum de estúdio da cantora estadunidense de rock Melissa Etheridge. Tem como single de estreia, Fearless Love, canção que dá nome ao álbum.

## Produção
O álbum foi produzido por John Shanks , e coproduzido por Melissa Etheridge. Em uma entrevista declarou Melissa sobre John Shanks "Ele e eu temos um ótimo relacionamento, e eu sabia que ele poderia entender a minha vontade de realmente voltar para o rock and roll raízes de mim e minha música. Ele certamente fez tudo isso e muito mais."

## Recepção
Fearless Love foi amplamente visto como o "retorno Melissa de rock", após um mais introspectivo e blues com influências de álbuns em The Awakening.  Melissa embarcou em uma promoção extensa turnê em apoio do álbum, tocando o single em QVC, Oprah, Jay Leno, Dancing With The Stars, The View, Good Morning America, e no The Ellen DeGeneres Show.
Em sua primeira semana na Billboard 200, Fearless Love estreou no n º 7, vendendo 46 mil cópias. Embora o número de discos vendidos foi quase idêntica à da primeira semana do Despertar, Fearless Love estreou seis pontos maior na tabela.  Foi a sua melhor estreia de gráficos desde Little Secret que estreou no No. 6 em 1995.
Fearless Love recebeu algumas críticas mistas e positivas dos críticos. Rolling Stone deu 3.5 estrelas de 5, chamando o álbum, o "disco melhor de Melissa desde a sua estreia de 1988." O The New York Times elogiou o "ferimento rock regime ampla", e O Boston Globe, também observou que as faixas de rocha são quando os Etheridge "cuspui emoção em suas obras de vodoo visceral" All Music Guide foi menos positiva, dando ao álbum 2 estrelas de 5 e criticando a "produção" opressiva.

## Faixas
| N.º            | Título               | Duração |  |
| 1.             | "Fearless Love"      | 4:28    |  |
| 2.             | "The Wanting of You" | 4:12    |  |
| 3.             | "Company"            | 4:53    |  |
| 4.             | "Miss California"    | 4:00    |  |
| 5.             | "Drag Me Away"       | 4:41    |  |
| 6.             | "Indiana"            | 5:28    |  |
| 7.             | "Nervous"            | 3:12    |  |
| 8.             | "Heaven on Earth"    | 3:47    |  |
| 9.             | "We Are The Ones"    | 5:39    |  |
| 10.            | "Only Love"          | 5:43    |  |
| 11.            | "To Be Loved"        | 5:16    |  |
| 12.            | "Gently We Row"      | 5:11    |  |
| Duração total: | Duração total:       | 56:31   |  |

Bônus Track
| Lista de faixas |                        |         |  |
| N.º             | Título                 | Duração |  |
| 13.             | "The Heart of a Woman" | 5:16    |  |
| 14.             | "Away"                 | 4:37    |  |

## Banda
Melissa Etheridge: Vocal, Guitarra Acústica and Bandolin

John Shanks: Acoustic and Guitarra Elétrica

Victor Indrizzo: bateria

Sean Hurley: Baixo

Jamie Muhoberac: teclado

Charles Judge: Teclados e sintetizadores adicionais nas Faixas 06/03

Joss Stone: Vocal de apoio

Natasha Bedingfield:Vocal de apoio

June Jordan: Faixa 9 originada de June Jordan's Poema para Mulher Sul-Africana [copyright 2005 June Jordan Literary Estate Trust.]
Produzido e mixado por Jeff Rothschild